# سليمان عبد القادر
المهندس سليمان عبد القادر المراقب العام للإخوان المسلمين في ليبيا المحظور نشاطها هناك. من مواليد 1966

## السيرة المهنية
- درس الهندسة الميكانيكية
- ثم واصل دراسته في سويسرا في مجال إدارة المشاريع الاستراتيجية
- وعمل في شركات مختلفة في ليبيا
- وأيضا عمل لدى شركات سويسرية وألمانية في مجال التصميم والحسابات الهندسية،
- ثم اتجه إلى التطوير وهو يعمل حالياً لدى قسم التطوير بجامعة سويسرية في مدينة زيورخ.
- إلى جانب ذلك فقد أشرف على عدد من المؤسسات الإسلامية في الغرب التي تعنى بالاندماج الإيجابي في ظل المحافظة على الهوية، وبعض المؤسسات التي تعنى بتعليم اللغة العربية والدراسات الشرعية.
- وهو الآن الرئيس الجديد لرابطة مسلمي سويسرا خلفاً للسيد محمد كرموص الذي يشغل حالياً منصب نائب رئيس اتحاد الجمعيات الإسلامية في سويسرا [1]

## لقائاته عليقناة الجزيرة
- برنامج زيارة خاصة:
  1. سليمان عبد القادر.. طبيعة اللجوء السياسي، 30 مايو 2009م
- برنامج ما وراء الخبر:
  1. مبادرة سيف الإسلام القذافي للإصلاح في ليبيا، 23 أغسطس، 2006م
- برنامح بلا حدود:
  1. علاقة الإخوان المسلمين في ليبيا مع النظام، 3 أغسطس 2005م

## وصلات خارجية
- المراقب العام لإخوان ليبيا: دفعنا ضريبة باهظة بسبب معارضتنا لنظام القذافي، إخوان أون لاين، 13 سبتمبر 2006